# Ann Cathrin Eriksen
Pour les articles homonymes, voir Eriksen.
Ann Cathrin Eriksen, née le 9 septembre 1971 à Bodø, est une ancienne handballeuse internationale norvégienne.
Avec l'équipe de Norvège, elle participe aux jeux olympiques de 1996 et jeux olympiques de 2000. Elle remporte une médaille de bronze en 2000. 
En 1999, elle remporte également le titre de championne du monde avec la Norvège.

## Palmarès

### Sélection nationale
- Jeux olympiques
  - 4e aux Jeux olympiques de 1996, Atlanta,  États-Unis
  -  médaille de bronze aux Jeux olympiques de 2000, Sydney,  Australie
- Championnat du monde
  -  vainqueur du Championnat du monde 1999,  Norvège /  Danemark
- Championnat d'Europe
  -  vainqueur du Championnat d'Europe 1998,  Pays-Bas